# Electric Dirt
Electric Dirt è l'ultimo album in studio del musicista americano Levon Helm, pubblicato nel 2009. È il seguito del suo album Dirt Farmer, vincitore del Grammy nel 2007. Nella lista di Uncut dei 150 migliori album tra il 2000 e il 2009, Electric Dirt era all'ottantesimo posto. Ha vinto il primo Grammy Award per il miglior album americano, una categoria inaugurale nel 2010. La traccia Growin' Trade, scritta in collaborazione con Larry Campbell, è stata la prima canzone scritta da Helm dal suo album di debutto da solista, Levon Helm & the RCO All-Stars.

## Tracce
1. Tennessee Jed (Jerry Garcia, Robert Hunter) – 5:58
2. Move Along Train (Roebuck Staples) – 3:22
3. Growin' Trade (Levon Helm, Larry Campbell) – 4:22
4. Golden Bird (Happy Traum) – 5:11
5. Stuff You Gotta Watch (Muddy Waters) – 3:38
6. White Dove (Carter Stanley) – 3:29
7. Kingfish (Randy Newman) – 4:24
8. You Can’t Lose What You Ain’t Never Had (Muddy Waters) – 4:01
9. When I Go Away (Larry Campbell) – 4:32
10. Heaven’s Pearls (Anthony Leone, Byron Isaacs, Fiona McBain, Amy Helm, Glenn Patscha) – 4:09
11. I Wish I Knew How It Would Feel to Be Free (Richard Carroll Lamp, Willy E. Taylor) – 3:25